# هاكني ويك
هاكني ويك (بالإنجليزية: Hackney Wick)‏ هو حي في شرق لندن، إنجلترا.